# UV Piscium

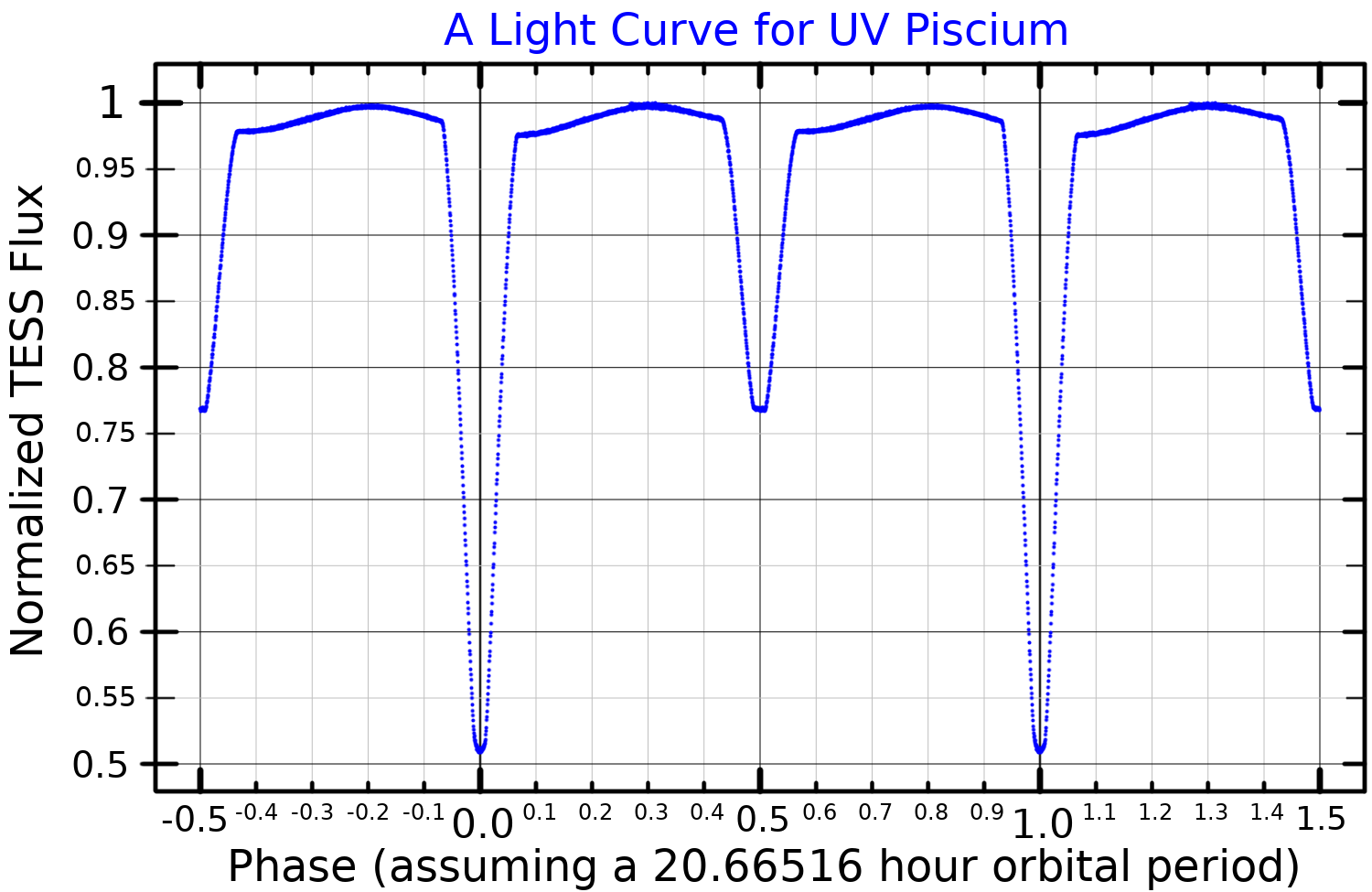
Curva de luz de UV Piscium

UV Piscium (UV Psc / HD 7700 / HIP 5980) es un sistema estelar de magnitud aparente +8,91situado en la constelación de Piscis, 1° al sur de ζ Piscium.
Se encuentra a 275 años luz del sistema solar.
UV Piscium es un binaria espectroscópica en donde la componente más brillante es una enana amarilla de tipo espectral G5Vmuy parecida a Sol. Tiene una temperatura efectiva de 5780±100 K y su luminosidad es un 23 % mayor que la luminosidad solar. Con una masa de 0,98 masas solares, su radio es un 11 % más grande que el del Sol y gira sobre sí misma con una velocidad de rotación proyectada de 68 km/s. La estrella secundaria es una enana naranja de tipo K3V cuya temperatura es de 4750±80 K.
Su luminosidad equivale al 30 % de la que tiene el Sol y su masa es igual a 3/4 partes de la masa solar. Su radio es un 16 % más pequeño que el radio solar y gira sobre sí misma con una velocidad de rotación de al menos 53 km/s.
UV Piscium constituye una binaria eclipsante cuyo período orbital es de 0,861 días. En el eclipse principal su brillo disminuye 1,14 magnitudes mientras que en el secundario el descenso de brillo es de 0,63 magnitudes. Es, además, una variable RS Canum Venaticorum —lo que implica una intensa actividad cromosférica— así como una radioestrella.
La edad del sistema se estima en 7900 millones de años.